# Stereodon lechleri
Stereodon lechleri là một loài Rêu trong họ Hypnaceae. Loài này được (Müll. Hal.) Mitt. miêu tả khoa học đầu tiên năm 1869.